# Philip and Son
Die Schiffswerft Philip & Son Limited in Dartmouth bestand von 1858 bis Ende der 1990er Jahre. Außer durch ihren rund 150 Jahre andauernden Betrieb wurde die Werft auch durch den Bau zahlreicher Feuerschiffe bekannt.

## Geschichte

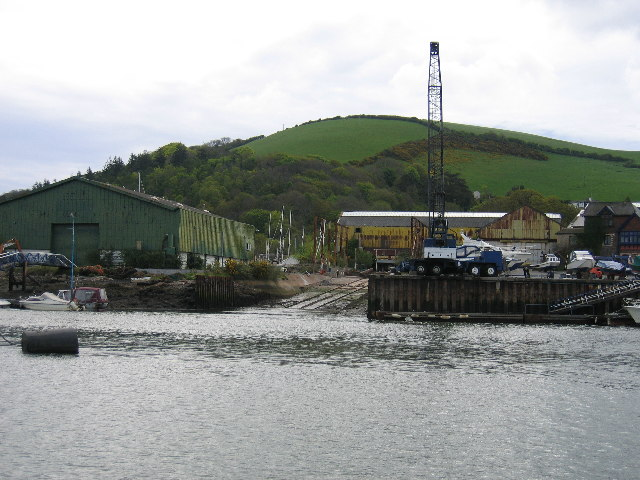
Blick auf die Werft

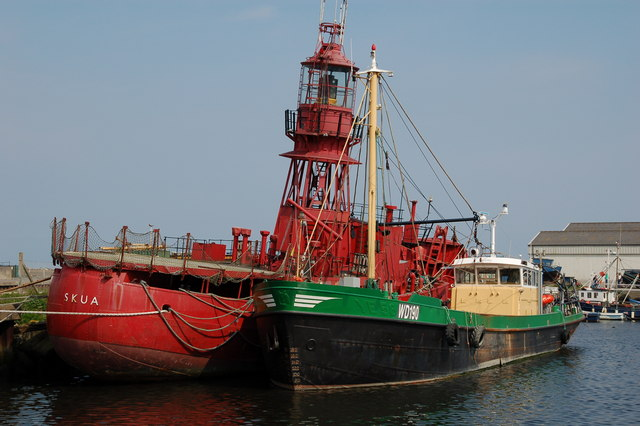
Das ehemalige Feuerschiff Skua im Hafen Arklow

Gegründet wurde das Unternehmen 1858 von George Philip. 1874 übernahm sein Sohn Alexander Philip den Betrieb und vererbte die Werft wiederum an seine Söhne George und John. 1905 wurde das Unternehmen in eine Limited-Kapitalgesellschaft umgewandelt und übernahm die Noss-Werft von Simpson, Strickland and Company. In diesen Jahren begann sich Philip and Son mehr und mehr auf den Bau von Schleppern zu spezialisieren. Diese entstanden anfangs aus Holz, später aus Stahl.
1920 übernahm Swan, Hunter and Wigham Richardson die Anteilsmehrheit. Im selben Jahr eröffnete man eine Maschinenbauabteilung auf dem Werftgelände. Außer dem Schlepperbau für weltweite Besteller begann die Werft ab Mitte der 1920er Jahre auch mit dem Bau von Küstentankern, Fähren und Ausflugsdampfern.
In den 1930er Jahren kamen außer den schon vorher gebauten Schiffstypen auch Yachten, Tankleichter, und für den Zusammenbau in Übersee bestimmte Bausätze für Kleinfahrzeuge.
Während des Zweiten Weltkriegs beschäftigte sich die Werft in der Hauptsache mit Reparaturen bestehender Fahrzeuge, es wurden aber auch eine Reihe von kleinen Militärfahrzeugen erstellt. Bei einem Bombenangriff der Luftwaffe wurde die Werft getroffen, wobei etwa 20 Werftangehörige ums Leben kamen. Der Betrieb konnte aber auch nach dem Angriff aufrechterhalten werden.
Das Bauprogramm in den Jahren nach dem Krieg schloss an die Vorkriegszeit an. Darüber hinaus entstanden in den 1950er Jahren Küstenmotorschiffe und Küstentanker, eine Mersey-Fähre, Themseschlepper, als auch Bauaufträge über Fracht- und Passagierschiffe für ausländische Rechnung.
Die Bauliste der 1960er Jahre war stark vom Fährschiffsbau geprägt. In diesen Jahren beschäftigte die Werft rund 450 Mitarbeiter.
Bis Ende der 1990er Jahre konnte das Unternehmen trotz der schwierigen Entwicklung der britischen Werftindustrie überdauern, dann jedoch schloss der Betrieb. Heute befindet sich das Areal im Besitz der Noss Marina Limited, die dort einen Yachthafen betreibt.